# Mick Wall
Mick Wall (* 23. Juni 1958) ist ein britischer Musikjournalist und Autor, der unter anderem für die Magazine Sounds, Kerrang!, Raw und Metal Hammer geschrieben hat und nun für das Classic Rock Magazine tätig ist.
Wall begann seine Karriere, als er ab 1977 Beiträge für das britische, wöchentlich erscheinende Musikmagazin Sounds schrieb und Artikel zu den Themenbereichen Punk und New Wave schrieb. Später erweiterte er sein Spektrum und nahm Rockabilly, Funk, New Romantic, anschließend auch Hardrock und Heavy Metal mit in sein Repertoire auf.
1979 wandte er sich vom Schreiben ab und gründete seine eigene PR-Agentur „Heavy Publicity“. Er organisierte Pressekampagnen für Black Sabbath, Journey, REO Speedwagon, Thin Lizzy, Ultravox, The Damned, Dire Straits und weitere Gruppen. Anfang der 1980er Jahre war er Mitarbeiter bei Virgin Records, wo er die Pressearbeit von Ian Gillan, The Human League, Simple Minds und anderen betreute.
1983 wurde er einer der Hauptmitarbeiter des britischen Hardrock- und Heavy-Metal-Magazins Kerrang!, für das er die kommenden neun Jahre arbeitete. Er wird auf dem Album Use Your Illusion von Guns N’ Roses namentlich im Song Get in the Ring erwähnt; Anlass war ein Artikel, den er am 21. April 1990 in Kerrang! Nr. 286/287 über ein Interview mit Guns-N’-Roses-Sänger Axl Rose veröffentlicht hatte. In der Folge weigerte sich die Band, überhaupt jemals wieder für Kerrang! zur Verfügung zu stehen, wenn das Problem mit Wall nicht gelöst würde. Dies führte dazu, dass Wall die Kerrang!-Redaktion Ende 1991 verlassen musste.
Er bekam 1992 einen Job beim britischen Magazin Metal Hammer, kündigte aber bereits 1993 wieder und wechselte zu Raw, einem britischen Heavy-Metal-Magazin. 1995 und 1996 arbeitete er wieder für eine PR-Agentur (Rock Hard bzw. Hard Work), bevor er ab 1998 Chefredakteur des Classic Rock Magazine wurde und eigene Fernseh- und Radioshows, unter anderem bei den Sendern Sky TV, Capital Radio und BBC Radio 1 präsentierte. 2004 wechselte er zum Magazin Mojo; seit 2006 schreibt er wieder für das Classic Rock Magazine.
Als Autor schrieb Wall Biografien über Musiker wie beispielsweise Ozzy Osbourne (1986), Guns n’ Roses (1991), Iron Maiden (1998), Status Quo (2004), Bono (2005), Metallica (2010) und Prince (2016).
Wall lebt mit seiner Frau und den gemeinsamen Kindern in Oxfordshire.

## Bibliografie
Originalausgaben
- Diary of a Madman – The Official Biography of Ozzy Osbourne, Zomba Books, 1986
- Market Square Heroes – The Authorized Biography of Marillion, Sidgwick & Jackson, 1987
- Guns n’ Roses – The Most Dangerous Band in the World, Sidgwick & Jackson, 1991
- Pearl Jam, Sidgwick & Jackson, 1994
- All Night Long – The True Story of Jon Bon Jovi, Omnibus Press, 1995
- Run to the Hills – The Authorized Biography of Iron Maiden, Sanctuary Books, 1998
- Paranoid – Black Days with Sabbath & Other Horror Stories. Mainstream, 1999
- Mr Big – Ozzy, Sharon and My Life as the Godfather of Rock, Robson Books, 2004 (geschrieben mit Don Arden)
- XS All Areas – the Autobiography of Status Quo, Sidgwick & Jackson, 2004 (geschrieben mit Francis Rossi und Rick Parfitt)
- John Peel – A Tribute to the Legendary DJ and Broadcaster, Orion Books, 2004
- Bono – In the Name of Love, Andre Deutsch, 2005
- Star Trippin’ – The Best of Mick Wall 1985-91, M&G, 2006
- Axl Rose – The Unauthorised Biography, Sidgwick & Jackson, 2007
- When Giants Walked the Earth – A Biography of Led Zeppelin, Orion Books, 2008
- Osbournes Confidential – An Insider’s Chronicle, JR Books, 2008
- Appetite for Destruction – Legendary Encounters with Mick Wall, Orion Books, 2010
- Enter Night – Metallica – The Biography, Orion Books, 2010
- Black Sabbath – Symptom of the Universe, Orion Books, 2014
- Prince – Purple Reign, Orion Books, 2016
- Two Riders Were Approaching – The Life and Death of Jimi Hendrix, Orion Books, 2019

Übersetzungen (Auswahl)
- Guns n’ Roses; Hannibal, Verlagsgruppe KOCH (1992); ISBN 978-3-85445-071-9.
- Pearl Jam. Alive; Hannibal, Verlagsgruppe KOCH (1995); ISBN 978-3-85445-101-3.
- Starporträts: Bon Jovi. Die komplette Chronik von 1962 bis heute; Heel Verlag GmbH (Mai 1999); ISBN 978-3-89365-526-7.
- Run to the Hills: Die offizielle Biographie von Iron Maiden; I. P. Verlag Jeske/Mader (2005); ISBN 978-3-931624-29-3.
- Robert Plant: Led Zeppelin, Jimmy Page – Die Solo Jahre; Hannibal (2009); ISBN 978-3-85445-300-0.
- Rick Parfitt, Francis Rossi und Mick Wall: Die Status Quo Autobiografie. Hannibal Verlag, Höfen 2011, ISBN 978-3-85445-365-9
- AC/DC: Hell ain’t a bad Place to Be. Die Bandbiografie. Edel, Hamburg 2014, ISBN 978-3-8419-0259-7.